# Qoruqbağı
Qoruqbağı är en ort i Azerbajdzjan.   Den ligger i distriktet Zərdab Rayonu, i den centrala delen av landet, 200 km väster om huvudstaden Baku. Antalet invånare är 1 617.
Terrängen runt Qoruqbağı är mycket platt. Närmaste större samhälle är Agdzhabedy, 17,3 km söder om Qoruqbağı.
Trakten runt Qoruqbağı består till största delen av jordbruksmark. Runt Qoruqbağı är det ganska tätbefolkat, med 62 invånare per kvadratkilometer.